# ベレニケ (小惑星)
ベレニケ (653 Berenike) は小惑星帯に位置する小惑星。アメリカ合衆国の天文学者ジョエル・ヘイスティングス・メトカーフが発見した。
かみのけ座（コマ・ベレニケス）の命名の由来となった紀元前3世紀のエジプト・プトレマイオス朝の女王、ベレニケ2世 (Berenice II) に因んで命名された。